# Lindmania marahuacae
Lindmania marahuacae là một loài thực vật có hoa trong họ Bromeliaceae. Loài này được (L.B.Sm., Steyerm. & H.Rob.) L.B.Sm. mô tả khoa học đầu tiên năm 1986.